# Berëzovka (villaggio)
Berëzovka (in russo Берёзовка?) è un villaggio della Russia europea nord-orientale (Territorio di Perm'); è il centro amministrativo del distretto Berëzovskij.
Si trova sulla riva sinistra del fiume Šakva, circa 80 km a sud-est di Perm' e 29 km a nord-est di Kungur.